# Hebardina truncata
Hebardina truncata är en kackerlacksart som beskrevs av Karlis Princis 1963. Hebardina truncata ingår i släktet Hebardina och familjen storkackerlackor. Inga underarter finns listade i Catalogue of Life.